# Sportovec roku 1987
Sportovec roku 1987 byl 29. ročník ankety sportovních novinářů o nejlepšího sportovce Československa. Vítězem se stal skokan na lyžích Jiří Parma, který se toho roku v Oberstdorfu stal mistrem světa na středním můstku. V kategorii kolektivů na nejvyšší příčce stanula československá ženská volejbalová reprezentace, která přivezla bronz z mistrovství Evropy.

## První desítka jednotlivci
1. Jiří Parma (skoky na lyžích)
2. Jozef Pribilinec (atletika)
3. Milan Kadlec (moderní pětiboj)
4. Jan a Jindřich Pospíšilové (kolová)
5. Jan Železný (atletika)
6. Attila Szabó (kanoistika)
7. Dominik Hašek (lední hokej)
8. Pavol Jablonický (kulturistika)
9. Miloslav Mečíř (tenis)
10. Anton Baraniak (vzpírání)

## První trojka družstva
1. československá ženská volejbalová reprezentace
2. reprezentační družstvo sportovních střelců Československa
3. československá hokejová reprezentace